# Jedność Stanisławów
Jedność Stanisławów – polski klub piłkarski z siedzibą w mieście Stanisławów (obecnie Iwano-Frankiwsk na Ukrainie), działający w latach 1928–1939.

## Historia
Chronologia nazw:
- 1928: R.K.S. Jedność Stanisławów
- 1939: klub rozwiązano

Robotniczy Klub Sportowy Jedność został założony w Stanisławowie w latach 20. XX wieku przez lokalną społeczność niemiecko-polsko-ukraińską. W 1928 roku drużyna zadebiutowała w rozgrywkach Klasy C podokręgu Stanisławowskiego Lwowskiego OZPN. Po zwycięstwie w grupie I zespół awansował do turnieju finałowego podokręgu stanisławowskiego. W finale był silniejszy od drużyn TUR Stanisławów i Dror Stryj. Od 1929 do 1933 występował w rozgrywkach Klasy B podokręgu stanisławowskiego. W sezonie 1936/37 ponownie zagrał w klasie B, ale już Stanisławowskiego ZOPN. W następnym sezonie również brał udział w rozgrywkach Klasy B Stanisławowskiego ZOPN. W sezonie 1938/39 zespołowi też nie udało się awansować do trójki najlepszych drużyn.
We wrześniu 1939, kiedy wybuchła II wojna światowa, klub przestał istnieć.

## Sukcesy
- Klasa C Mistrzostw Lwowskiego OZPN:
  - mistrz (1x): 1928 (podokręg stanisławowski)